# James Meeks
James T. Meeks (Chicago, 4 de agosto de 1956) es un pastor bautista y un político estadounidense. Fue pastor principal de la Iglesia Bautista de Salem de Chicago de Chicago de 1985 a 2023 y senador de Illinois de 2003 a 2013.

## Biografía
James Meeks nació el  en Chicago (Illinois). Estudió en el Bishop College en Dallas en religión y filosofía y obtuvo una Licenciatura en Artes.

### Ministerio
En 1980, se convirtió en pastor de la Iglesia Bautista Beth Eden en Chicago. En 1985, en un sermón, compartió la visión de fundar una nueva iglesia. Después de reunirse con 205 miembros el mismo día, fundó la Iglesia Bautista de Salem de Chicago. En 2023, renunció como pastor principal.

### Carrera política
En 2002, fue elegido Senador Estatal, como  independiente. Fue reelegido en 2006 como demócrata. En 2006 organizó una marcha para exigir mejores maestros en la ciudad. En 2008, organizó un boicot de dos días a las escuelas públicas de Chicago, exigiendo que las escuelas de la ciudad recibieran tantos fondos como las de otras ciudades del estado. En noviembre de 2011, anunció que no volvería a postularse cuando expirara su mandato en enero de 2013.
En 2015, fue elegido presidente de la Junta de Educación del Estado de Illinois, cargo que ocupó hasta 2019.